# Tokelo Rantie
Tokelo Anthony Rantie (Parys, 8 settembre 1990) è un ex calciatore sudafricano, di ruolo attaccante.

## Carriera

### Club
Dopo alcune annate in prestito tra Africa e serie minori svedesi, è arrivato nell'agosto 2012 al Malmö FF sempre con la formula del prestito. Il 23 aprile 2013 lo stesso Malmö ne ha annunciato l'acquisto a titolo definitivo.
Il 4 luglio 2013 fa il suo esordio nelle coppe europee, giocando da titolare nella partita pareggiata per 0-0 sul campo del Drogheda, valevole per il primo turno preliminare di Europa League; scende in campo anche nella partita di ritorno (vinta per 2-0), oltre che nell'andata del turno successivo (partita vinta per 2-0 contro gli scozzesi dell'Hibernian). Il successivo 25 luglio realizza il suo primo gol in carriera nelle coppe europee, segnando il quinto gol della partita di ritorno contro l'Hibernian, vinta per 7-0. Scende in campo anche in entrambe le partite del turno successivo, nel quale la sua squadra viene eliminata dallo Swansea. Il 31 agosto viene ceduto a titolo definitivo al Bournemouth, squadra neopromossa nella seconda serie inglese, con la quale debutta la settimana successiva. Chiude la sua prima stagione con 3 gol in 29 partite, venendo riconfermato anche per la stagione 2014-2015.

### Nazionale
Ha preso parte alla Coppa d'Africa del 2013, e nello stesso anno ha anche disputato alcune partite valide per le qualificazioni ai Mondiali di Brasile 2014, nelle quali ha messo a segno una rete. Successivamente prende parte anche alla Coppa d'Africa del 2015.

## Palmarès

### Club

#### Competizioni nazionali
- Premier Soccer League: 1

Orlando Pirates: 2011-2012
- Supercoppa di Svezia: 1

Malmö FF: 2013
- Campionato svedese: 1

Malmö FF: 2013
- Football League Championship: 1

Bournemouth: 2014-2015